# Haplopus evadne
Haplopus evadne är en insektsart som beskrevs av John Obadiah Westwood 1859. Haplopus evadne ingår i släktet Haplopus och familjen Phasmatidae. Inga underarter finns listade i Catalogue of Life.